# Ilya Mark Scheinker
Ilya Mark Scheinker (ur. 25 czerwca 1902 w Tule, zm. 26 sierpnia 1954 w Nowym Jorku) – austriacko-amerykański lekarz neurolog i neuropatolog rosyjskiego pochodzenia. Razem z Gerstmannem i Sträusslerem opisał chorobę, znaną obecnie jako zespół Gerstmanna-Sträusslera-Scheinkera.

## Życiorys
Syn Marka i Sonji Scheinkerów. Ukończył klasyczne gimnazjum w Rydze. Następnie studiował na Uniwersytecie w Jenie i Uniwersytecie Wiedeńskim, studia ukończył w 1929 roku. Po przyłączeniu Austrii do III Rzeszy wyjechał do Paryża, pracował w Salpêtrière u Georges′a Guillain od 1938 do 1940. Z Francji udało mu się uciec na krótko przed przejęciem Paryża przez Niemców. W kwietniu 1941 roku dotarł do Nowego Jorku. W październiku tego roku rozpoczął pracę w Cincinnati jako neuropatolog. Następnie przeniósł się do Nowego Jorku, gdzie po kilku miesiącach zmarł na zawał serca.
Należał do American Academy of Neurology, Association for Research in Nervous and Mental Diseases i American Association of Neuropathologists.
Jego żoną była Mary Matthews Scheinker, rozwiedli się.

## Wybrane prace
- Beitrag zur Frage der diffusen Sklerose (diffuse Glioblastose des Zentralnervensystems). Deutsche Zeitschrift für Nervenheilkunde 139, ss. 253-264, 1936
- Ueber das gleichzeitige Vorkommen verscheidener Gliomarten im Gehirn[5]. 1936
- Ueber ein Dermoid des Stirnhirns. Deutsche Zeitschrift für Nervenheilkunde 140, ss. 217-228, 1936
- Zur Klinik, Pathologie und Pathogenese der Sturge-Weberschen Erkrankung; zugleich ein Beitrag zur Histogenese der sogenannten Angiogliome. Zeitschrift für die gesamte Neurologie und Psychiatrie 163, ss. 604-616, 1938
- Leucoencephalitis associated with purulent leptomeningitis (meningoleucoencephalitis). Journal of Neuropathology & Experimental Neurology 4, ss. 164-171, 1945
- Neurosurgical pathology. Oxford: Blackwell Scientific, 1948
- Neuropathology in its Clinico-pathologic Aspects. Springfield: C.C. Thomas, 1947
- Medical Neuropathology. Springfield: Thomas, 1951